# ماساو ياماغوتشي
ماساو ياماغوتشي (باليابانية: 山口昌男؛ بالكانا: やまぐち まさお) هو عالم إنسان ياباني، ولد في 20 أغسطس 1931 في بيهورو في اليابان، وتوفي في 10 مارس 2013 في طوكيو (اليابان) في اليابان بسبب ذات الرئة.